# Eudistoma fasciculum
Eudistoma fasciculum is een zakpijpensoort uit de familie van de Polycitoridae. De wetenschappelijke naam van de soort werd in 1996 voor het eerst geldig gepubliceerd door het echtpaar Claude en Françoise Monniot.